# Channel Zero (televíziós sorozat)
A Channel Zero egy amerikai horror antológia sorozat, amelyet Nick Antosca készített. A sorozatot két önálló, 6 epizódos szériaként rendelték be, 2016 és 2017-es őszi vetítéssel a SyFy csatornán. A sorozat történeteit népszerű creepypastákra alapozzák.
Az első bejelentett feldolgozást Craig William Macneill rendezte Kris Straub Candle Cove-ja alapján, a főszerepet Paul Schneider és Fiona Shaw játssza. 2016. október 11-én mutatták be. A második évad Brian Russel „A végtelen ház” (The No-End House) című történetét fogja feldolgozni, Steven Piet rendezésével.

## Cselekmény

### Candle Cove (2016)
A gyermekpszichológus Mike Painter visszatér gyerekkori kisvárosába, hogy ikertestvére és számos más gyermek 1980-as évekbeli rejtélyes eltűnésével kapcsolatban nyomozzon és kiderítse, hogy ez hogyan kötődhet egy bizarr, helyi gyermekműsorhoz, amit abban az időben vetítettek.

### A végtelen ház (2017)
Egy fiatal nő, Margot Sleator (Amy Forsyth) meglátogatja a szörnyűségekkel teli végtelen házat, amely egy sor egyre inkább felkavaró szobával van tele. Amikor hazatér, rájön, hogy minden megváltozott.

## Szereplők

### Candle Cove (2016)
- Paul Schneider, mint Mike Painter
- Fiona Shaw, mint Marla Painter
- Luisa D’Oliveira, mint Amy Welch
- Natalie Brown, mint Jessica Yolen
- Shaun Benson, mint Gary Yolen
- Luca Villacis, mint Eddie Painter/fiatal Mike Painter
- Abigail Pniowsky, mint Lily Painter
- Marina Stephenson Kerr, mint Frances Booth
- Olivier de Sagazan, mint a Bőr Lopó

### A végtelen ház (2017)
- Amy Forsyth, mint Margot Sleator
- John Carroll Lynch, mint John Sleator

## Epizódok
| Sor. | Év. | Cím                         | Rendező                | Író                                        | Premier            | Nézettség |
| ---- | --- | --------------------------- | ---------------------- | ------------------------------------------ | ------------------ | --------- |
| 1.   | 1.  | You Have to Go Inside       | Craig William Macneill | Nick Antosca                               | 2016. október 11.  | 0,761     |
| 2.   | 2.  | I'll Hold Your Hand         | Craig William Macneill | Don Mancini és Nick Antosca                | 2016. október 18.  | 0,626     |
| 3.   | 3.  | Want to See Something Cool? | Craig William Macneill | Harley Peyton                              | 2016. október 25.  | 0,552     |
| 4.   | 4.  | A Strange Vessel            | Craig William Macneill | Erica Saleh és Nick Antosca                | 2016. november 1.  | 0,465     |
| 5.   | 5.  | Guest of Honor              | Craig William Macneill | Katie Gruel és Mallory Westfall            | 2016. november 8.  | 0,435     |
| 6.   | 6.  | Welcome Home                | Craig William Macneill | Nick Antosca, Harley Peyton and és Mancini | 2016. november 15. | 0,421     |

## Fordítás
- Ez a szócikk részben vagy egészben  a   Channel Zero (TV series) című angol Wikipédia-szócikk ezen változatának fordításán alapul.  Az eredeti cikk szerkesztőit annak laptörténete sorolja fel. Ez a jelzés csupán a megfogalmazás eredetét és a szerzői jogokat jelzi, nem szolgál a cikkben szereplő információk forrásmegjelöléseként.